# Рудня-Гулева
Рудня-Гулева (бел. Рудня-Гулева) — упразднённая деревня в Светиловичском сельсовете Ветковского района Гомельской области Республики Беларусь.

## География

### Расположение
В 17 км на север от Ветки, 37 км от Гомеля.

### Водная система
Река Нёманка (приток реки Сож), на юге, западе и севере мелиоративные каналы.

## Транспортная система
Транспортные связи по просёлочной, затем автомобильной дороге Светиловичи — Ветка. Планировка состоит из криволинейной улицы, ориентированной с юго-востока на северо-запад, к которой с востока присоединяются короткая криволинейная улица и переулок. Застройка двусторонняя, деревянная, усадебного типа.

## История
По письменным источникам известна с начала XVIII века. Название деревня получила от рудни Яна Гули. Рудник Ян Гуля упоминается в инвентаре Чечерского староства 1704 года, как житель деревни Речки. Текст инвентаря сообщает, что при деревне находилась рудня с дымарней (плавильной печью) и водяная мельница с одним колесом. В Белицком уезде, с 1852 года в Гомельском уезде Могилёвской губернии. С 1842 года действовали сукновальня и мельница. Согласно переписи 1897 года деревня Рудня-Гулева (она же Гуляева) в Речковской волости Гомельского уезда, располагался хлебозапасный магазин (с 1880 года). В 1909 году жители деревни владели 723 десятинами земли.
В 1926 году работал почтовый пункт. С 8 декабря 1926 года по 30 декабря 1927 года центр Рудня-Гулевского сельсовета Светиловичского, с 4 августа 1927 года Ветковского района Гомельского округа. 35 % жителей составляли польские семьи. В 1929 году организован колхоз. Во время Великой Отечественной войны на фронтах погибли 22 жителя. В 1959 году входила в состав совхоза «Речки» (центр — деревня Речки).
На момент отселения Рудня-Гулева была частью совхоза «Речки». На территории деревни располагались совхозные хозяйственные постройки, медпункт, восьмилетняя школа (деревянная постройка с печным отоплением).
В результате катастрофы на Чернобыльской АЭС деревня подверглась радиационному загрязнению. В 1992 году все жители (55 семей) были переселены в чистые места.
Официально упразднена в 2011 году.

## Население
- 1881 год — 43 двора, 131 житель.
- 1897 год — 50 дворов 385 жителей (согласно переписи).
- 1909 год — 59 дворов, 405 жителей.
- 1926 год — 96 дворов, 488 жителей.
- 1959 год — 244 жителя (согласно переписи).
- 1992 год — жители (55 семей) переселены.